# 野津山幸宏・葉山翔太 ＃のづはや
『野津山幸宏・葉山翔太 #のづはや』（のづやまゆきひろ はやましょうた のづはや）は、2023年4月9日から9月24日まで日曜 21:30-22:00にラジオ大阪（1314 V-STATION）で放送されていたラジオ番組。パーソナリティは声優の野津山幸宏と葉山翔太。

## 概要
声優の野津山幸宏と葉山翔太がパーソナリティを務める冠ラジオ番組。2022年冬に終了した『野津山幸宏・葉山翔太 Noplan Night!』の後継番組。OPENREC.tvでも配信されていた。
2023年9月24日約半年間放送された番組が終了した。放送回数は全25回だった。